# Johann Georg Christian Apel

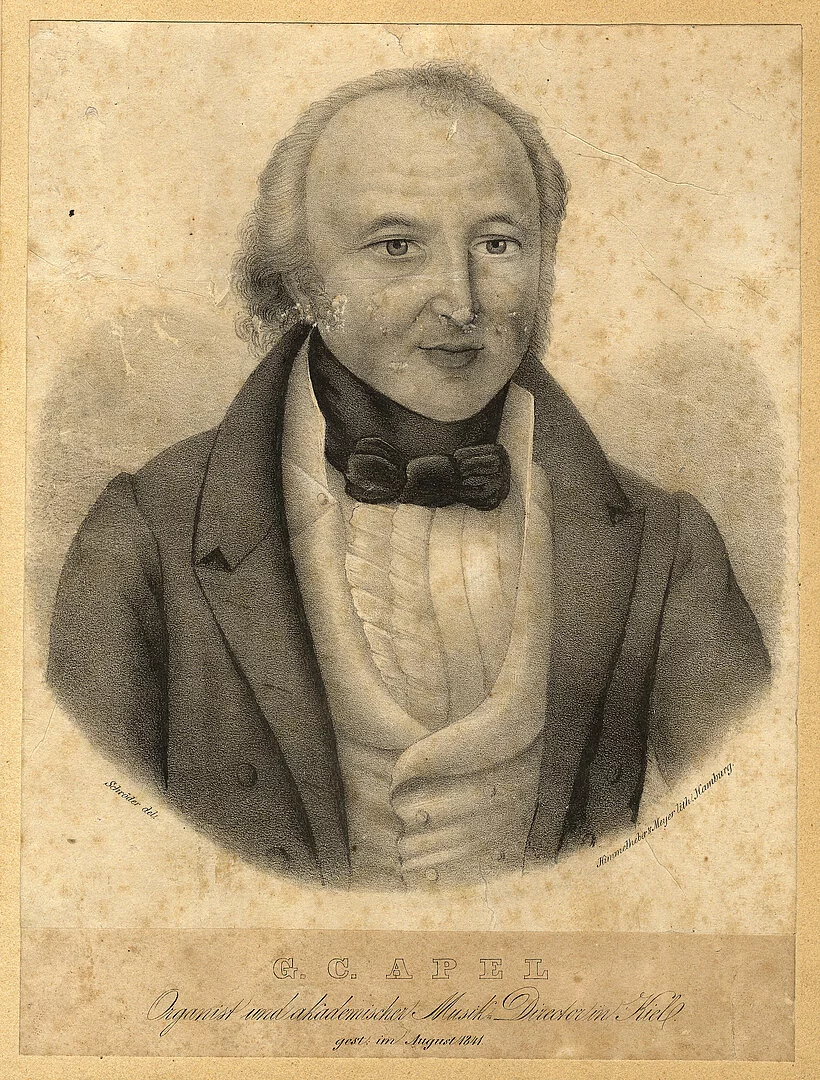
Johann Georg Christian Apel

Johann Georg Christian Apel (* 21. November 1775 in Tröchtelborn; † 31. August 1841 in Preetz) war ein deutscher Organist und Komponist.

## Leben
Johann Georg Christian Apel war der Sohn des Schulmeisters und Organisten an der Tröchelbroner Bonifatiuskirche Johann Georg Apel (1748–1819). Ab 1790 besuchte er das evangelische Gymnasium in Erfurt. Seine musikalischen Lehrer waren Georg Peter Weimar, Michael Gotthard Fischer, Johann Wilhelm Häßler sowie Johann Christian Kittel. In Erfurt übernahm Apel auch seine ersten musikalischen Ämter: Zunächst war er ab 1796 Organist der Thomaskirche, 1801 wurde er Musiklehrer am katholischen Gymnasium und 1802 Organist an der Allerheiligenkirche. Neben seinen musikalischen Ämter studierte er ab 1798 an der Erfurter Universität.
1804 ging Apel auf Empfehlung von Kittel als Organist der Nikolaikirche nach Kiel. Ab 1808 übte er dort zusätzlich das Küster- und ab 1810 das Kantorenamt aus, das auch den Singunterricht an der Kieler Gelehrtenschule umfasste. Mit dem Neulutheraner Claus Harms, der 1816 Archidiakon der Nikolaikirche wurde, verstand Apel, ein Anhänger des theologischen Rationalismus, sich nicht. Aufgrund seiner außergewöhnlichen musikalischen Fähigkeiten wurde Apel 1818 zum ersten akademischen Musikdirektor der Christian-Albrechts-Universität zu Kiel ernannt. Dieses Amt hatte er bis zu seinem Tode im Jahre 1841 inne. Daneben förderte er das Musikleben in der Stadt durch einen Sing- und Instrumentalverein, einem Instrumentenhandel und einer Leihbibliothek für Noten. Er veranstaltete Konzerte im Saal der „Harmonie“, einer 1800 gegründeten kulturellen Gesellschaft, und Musikabende in seiner eigenen Wohnung in der Küterstraße, für die er teilweise eigene Werken komponierte.
Apel heiratete kurz nach seinem Dienstantritt in Kiel Meta (1789–1808), die Tochter des Kieler Rechtsprofessors Andreas Wilhelm Cramer. Nach ihrem frühen Tod ehelichte er Margaretha Jordan aus Hamburg, die kurz vor ihm starb. Er hatte vier Kinder, einen Sohn aus erster Ehe und zwei Söhne und eine Tochter aus zweiter Ehe.

## Werke
- Christus. Oratorium für Soli, Chor, Orgel und Posaunen [nur Text erhalten], aufgeführt 1824
- Huldigungskantaten [verschollen]
- Vollständiges Choralmelodiebuch zu dem Schleswig-Holstein’schen Gesangbuche. Kiel 1817 (Digitalisat der Ausgabe von 1832).
- Lieder für Männerchor
- Lieder mit Gitarren- bzw. Klavierbegleitung